# Holconia
Holconia is een geslacht van spinnen uit de  familie van de Sparassidae (jachtkrabspinnen).

## Soorten
- Holconia colberti Hirst, 1991
- Holconia flindersi Hirst, 1991
- Holconia hirsuta (L. Koch, 1875)
- Holconia immanis (L. Koch, 1867)
- Holconia insignis (Thorell, 1870)
- Holconia murrayensis Hirst, 1991
- Holconia neglecta Hirst, 1991
- Holconia nigrigularis (Simon, 1908)
- Holconia westralia Hirst, 1991